# Esteban (football)
Pour les articles homonymes, voir Esteban et Suárez.
Esteban Andrés Suárez est un footballeur espagnol né le 27 juin 1975 à Avilés, qui évolue au poste de gardien de but.

## Carrière
- 1993-1995 :  SD Navarro
- 1995-1996 :  Real Avilés
- 1996-2002 :  Real Oviedo
- 2002-2003 :  Atlético Madrid
- 2003-2005 :  Séville FC
- 2005-2008 :  Celta Vigo
- 2008-2014 :  UD Almería
- 2014-2017 :  Real Oviedo[3],[4]

## Palmarès
- 1998 : Championnat d'Europe espoirs